# Posljednja postaja
Posljednja postaja (eng., The Last Outpost) je četvrta epizoda prve sezone američke znanstveno-fantastične serije Zvjezdane staze: Nova generacija.

## Radnja
Prateći ferengijski brod koji je s jedne od federacijskih postaja ukrao pretvarač energije T-9 Enterprise ulazi u do tada slabo istraženi sustav Delphi Ardu gdje se u blizini jednog od planeta sustava ferengijski brod odjednom zaustavlja. Enterprise se također zaustavlja i pokušava skenirati ferengijski brod želeći saznati nešto više o njima, no on ga kao odgovor na to napada. Ne želeći dalje izazivati očigledno nervoznog protivnika kapetan Picard naređuje da se Enterprise odmakne dalje od ferengijskog broda u nadi da će prvi kontakt između dvije vrste ipak biti miroljubiv. 
Dok Picard uzaludno pokušava stupiti u kontakt s Ferengijima cijeli brod odjednom zahvaća prigušujuće polje koje upija svu njegovu energiju. Kao jedini mogući uzrok pojave polja nameću se Ferengiji iako do tada nije bilo dokaza da su oni u stanju izvesti nešto takvo. 
Svi pokušaji oslobađanja Enterprisea iz tog polja propadaju i kapetan Picard, suočen s mogućnošću da se s druge strane nalazi tehnološki znatno napredniji neprijatelj, objavljuje da je spreman na predaju. Na njegovo iznenađenje kapetan ferengijskog broda odgovara da bezuvjetna predaja ne dolazi u obzir i da će se radije boriti do kraja. Jedino objašnjenje takvog odgovora je da se i ferengijski brod nalazi u istoj situaciji poput Enterprisea, samo što su oni uvjereni da je Enterprise taj koji uzrokuje njihov gubitak energije. Budući da je jasno da Ferengiji nisu uzrok pojave polja jedini njegov izvor ostaje sam planet u čijoj su orbiti. Sonda upućena prema njemu jasno pokazuje da je planet uistinu izvor polja i kapetan Picard naređuje Rikeru da se s timom spusti na površinu planeta i pronađe barem neke odgovore. Želeći uvjeriti Ferengije u svoje dobre namjere, i njima također nudi da sudjeluju u zadatku, no odmah nakon što se tim teleportira na planet Ferengiji ih napadaju i zarobljavaju cijeli tim osim poručnice Yar.
 
Daljnji sukob sprječava pojava bića koje sebe naziva čuvarom ulaza u Tkon carstvo pitajući ih da li žele ući u njega. Riker i Data mu odgovaraju da je Tkon carstvo uništeno prije 600 000 godina u eksploziji supernove u koju se pretvorilo sunce njihovog matičnog svijeta, u što čuvar odbija povjerovati. Njegovo nepovjerenje koriste Ferengiji i, optužujući Ljude da su pokvarena vrsta koja se kiti zlatom i uskraćuje tehnologije drugim vrstama, traže ulazak u carstvo. Razljućen tim optužbama Ferengija Čuvar optužuje Rikera za barbarstvo, a kada on ne porekne optužbe Ferengija nego ih čak potvrdi postavlja mu jedno pitanje u skladu sa starim zakonima Tkon carstva kojima se ocjenjivala vrijednost ostalih barbarskih vrsta. 
Za to vrijeme Enterpriseu polako nestaje zraka i svima na brodu prijeti sigurna smrt. Zadovoljan Rikerovim odgovorom i prijašnjom spremnošću Ljudi za suradnju Čuvar ipak u zadnji trenutak odlučiti poštedjeti Enterprise i oslobađa ga iz polja. Sudbinu Ferengija ostavlja Rikeru u ruke koji i njih oslobađa tvrdeći da njihova smrt nikoga ništa ne bi naučila.

## Vanjske poveznice
- The Last Outpost na startrek.com   Arhivirana inačica izvorne stranice od 16. lipnja 2010. (Wayback Machine)